# Verpackungsverordnung (Deutschland)
Die deutsche Verpackungsverordnung (VerpackV) wurde im Jahr 1991 von der damaligen CDU/CSU-FDP-Bundesregierung mit Zustimmung von Bundestag und Bundesrat beschlossen. Es handelte sich um das erste Regelwerk, das die Verantwortung der Hersteller für die Entsorgung ihrer Produkte festschrieb. Das System der aus heutiger Sicht überwiegend erfolgreichen Verpackungsverordnung brach in den ersten Jahren mehrmals beinahe zusammen. Es handelte sich um das Pilotprojekt der im späteren Kreislaufwirtschaftsgesetz (KrW-/AbfG) – ab 1996 – umfassend und detailliert geregelten Produktverantwortung. Die VerpackV wurde wiederholt novelliert, wobei unter anderem das Monopol von DSD (siehe Grüner Punkt) aufgehoben wurde. Zum 1. Januar 2019 wurde die Verpackungsverordnung vom Verpackungsgesetz abgelöst.

## Ziel
Bei der Produkt- oder Produzentenverantwortung wird die Verantwortung für die Entsorgung bestimmter Waren von den Kommunen auf die Wirtschaft übertragen.
Der Verordnungs- oder Gesetzgeber
- hebt – hier für Verpackungen – den Anschlusszwang (Pflicht zur Überlassung des Hausmülls an die Kommunen) auf,
- verpflichtet die Verbraucher, Verpackungen über den Handel an die Produzenten zurückzugeben und
- die Hersteller zur Rücknahme ihrer Produkte über den Handel (§ 6 VerpackV, Fassung 2001).

Da die Rücknahme von verschmutzten Verpackungen im Geschäft mit vielen Problemen verbunden wäre (Hygiene, Platzbedarf usw.), wurde Handel und Herstellern die Möglichkeit gewährt, eine Organisation zu schaffen, die die Verpackungen direkt beim Verbraucher (Gelber Sack, Gelbe Tonne, Container auf Parkplatz) abholt. Beim Holsystem kann man auch mit einer höheren Erfassungsquote rechnen (§ 6 Abs. 3 VerpackV 2001).
Mit der Produktverantwortung und ihren Rücknahmeverpflichtungen wurde ein neues, marktwirtschaftliches, flexibles Instrument der Umweltpolitik entwickelt. Es erlaubt flexible Reaktionen, weil ein Hersteller die Höhe der Verwertungskosten oder der DSD-Gebühr mit anderen Vorteilen einer bestimmten Verpackung abwägen kann. So sind Blisterverpackungen auf dem Sektor der Haushaltswaren (Küchenmesser usw.) verschwunden, nicht aber aus den Spielwarengeschäften.
Die Organisation von Sammeln und Sortieren übernahm zunächst nur das Duale System Deutschland (DSD). Es organisierte später auch die Verwertung der Kunststoffabfälle. Von der Rücknahmepflicht über den Einzelhandel wurde nur befreit, wenn – im Ergebnis – bestimmte Verwertungsquoten (differenziert nach Material) erfüllt wurden. Das System war mit den Kommunen abzustimmen. Einige nutzten diese Chance, DSD zu zwingen, einen bestimmten Entsorger als Erfüllungsgehilfen einzuschalten. Kostensparende Ausschreibungen mussten dann unterbleiben. In anderen Fällen war die Ausschreibung nach den Vorgaben der Kommunen auf einen Entsorger zugeschnitten.

## Klassifizierung von Verpackungen
Die Verpackungsverordnung unterscheidet zwischen Verkaufsverpackungen, Umverpackungen und Transportverpackungen.

### Verkaufsverpackungen
Verkaufsverpackungen fallen beim Vertreiber oder Endverbraucher an. Sie schützen den Inhalt.

### Umverpackungen
Umverpackungen sind nicht zwingend notwendige zusätzliche Verpackungen, zum Beispiel die Faltschachtel bei einer Zahnpastatube. Sie dienen der Werbung oder erleichtern die Lagerung (Stapelfähigkeit). Mengenmäßig sind Umverpackungen zu vernachlässigen. Endverbraucher haben das Recht, Umverpackungen beim Einkauf in der Verkaufsstelle zurückzugeben. Im Wesentlichen werden Umverpackungen wie Verkaufsverpackungen behandelt.

### Transportverpackungen
Transportverpackungen schützen die Waren beim Transport vor Schäden oder erleichtern den Transport. Sie fallen daher nicht beim Endverbraucher, sondern nur beim Vertreiber von Waren an.

## Sonderregelungen

### Getränkeverpackungen
Anfang der 1990er Jahre bestand Konsens, dass auf dem Getränkesektor Mehrwegsysteme stabilisiert werden müssen. Politisch wurde damals zum Beispiel über ein Verbot von Aluminium-Dosen diskutiert. Dieses hätte die Europäische Wirtschaftsgemeinschaft bzw. die Europäische Gemeinschaft als Handelshemmnis eingestuft und untersagt.
Bei Unterschreiten einer Mehrwegquote von 72 % drohte der Verordnungsgeber an, ein Pfand auf Einweg einzuführen (§ 9 Abs. 2 VerpackV von 2001). Man ging damals noch davon aus, dass die Einführung des Pfandes den Zuwachs bei Einweg stoppen würde (siehe § 8 VerpackV 2001). Die Quote von 72 % entsprach dem Ist-Zustand.
Vor der Entwicklung von Pfandrücknahmeautomaten hätte die Union die „Rücknahme durch den Handel, Rückgabe erzwungen durch das Pfand“ gerne verhindert. Der Handel hielt den Personalaufwand für zwei Rücknahmesysteme (Mehrweg und Einweg) für nicht zumutbar. Weiter wiesen Experten darauf hin, der Handel werde sich nach Einführung eines Pfandes auf Einweg häufig für ein Rücknahmesystem entscheiden. Dies müsse nicht unbedingt das Mehrwegsystem sein.
Die Einführung des Pfandes auf Einweggetränkeverpackungen während der Amtszeit des Umweltministers Jürgen Trittin (Grüne) war umstritten. In der neu formulierten Verpackungsverordnung wurde bei Getränkeverpackungen ein Anteil von 80 Prozent an ökologisch vorteilhaften Verpackungen angestrebt. § 9 Abs. 1 VerpackV verpflichtete alle Vertreiber von Getränken, auf Verpackungen bis zu einem Volumen von 3 Litern ein Pfand von 25 Cent zu erheben. Ohne erkennbare ökologische Begründung wurden Einweggetränkeverpackungen von der Pfandpflicht ausgenommen, wenn sie Fruchtsäfte, Wein oder Getränke mit einem Milchanteil von mindestens 50 % enthielten. Dabei fällt auf, dass bei der Privilegierung auf den Inhalt der Verpackungen und nicht auf Eigenschaften der Verpackungen abgestellt wurde.
Während Glasmehrwegsysteme beim Bier stabil blieben (Mehrweganteil bei Bier 2009, nach der letzten Erhebung: 88,49 %. Mehrweganteil 2009 insgesamt: 44,33 %), haben alle anderen Mehrwegsysteme Marktanteile verloren. Der Handel hat sich mit Einweg arrangiert, er braucht zusätzliche Lagerflächen, aber nicht mehr Personal, weil er flächendeckend Rücknahmeautomaten aufgestellt hat.
Die Ökobilanz von Glasmehrweg fällt nur dann positiv aus, wenn Getränke regional, in einem Umfeld von etwa 100 km, vermarktet werden. Das schwere Glas schneidet bei den Transport- und Energiekosten mit zunehmender Entfernung immer schlechter ab. Beim Streit pro und kontra Mehrweg beim Bier handelte es sich zumindest auch um einen wirtschaftlichen Konflikt, der mit ökologischen Argumenten ausgetragen wurde. Süddeutschland hat noch viele kleine und mittlere Brauereien, die sich eine Dosenabfüllanlage nicht leisten konnten und können. Der von der Landesregierung und Kommunen unterstützte Kampf um „dosenfreie Zonen“ in Bayern sollte die regionalen Brauereien vor Ort vor den Bieren der Großbrauereien im Norden schützen. Diese warfen noch in den 90er Jahren Überschussmengen billig in Dosen auf den Markt. Die Großbrauereien wollten und wollen Einweg beibehalten. Der Verkauf in ganz Deutschland und der Export von Bier ins Ausland wird zumindest erschwert, wenn man nur Glasmehrweg einsetzen kann. Schließlich kann man die leere Flasche nicht aus den USA zur Wiederbefüllung in Deutschland zurücktransportieren. Im Zweifel hat man es mit Scheinmehrweg zu tun; es werden wiederbefüllbare Flaschen eingesetzt, die nicht wiederbefüllt werden.
Mehrwegsysteme wurden und werden auch dadurch unterlaufen, dass immer mehr Brauereien aus Werbegründen individuell gestaltete Glasflaschen einsetzen (Embossing). Diese Flaschen können nicht, wie aus Gründen der Reduzierung von Transportenergie geboten, zur nächstgelegenen Brauerei zum Wiederbefüllen transportiert werden. Mehrweg funktioniert nur effektiv mit genormten Flaschen.
Schon vor Jahren wurde nachgewiesen, dass auch Kartonverbundverpackungen wie Tetrapak und Schlauchbeutel aus Kunststoff in Ökobilanzen gut abschneiden. Auf sie kann man deshalb kein Pfand erheben (§ 9 Abs. 2, letzter Satz VerpackV 2001). Seit einigen Jahren steht inzwischen mit PET ein Kunststoff zur Verfügung, durch den das in vielen Erfrischungsgetränken enthaltene Kohlendioxid – wie bei der Glasflasche – nicht entweichen kann. Vor allem Mineralwässer werden deshalb zunehmend in PET-Mehrwegflaschen angeboten. Sie weisen im Gegensatz zur Glasflasche ein deutlich reduziertes Gewicht der Verpackung auf, woraus ein reduzierter Energieaufwand beim Transport resultiert. Wie Glas lässt sich PET sehr gut stofflich verwerten. PET-Einweg und -Mehrwegflaschen haben deshalb auch bei Cola, Limonade usw. Glasflaschen ersetzt. Dabei kann es sich um Mehrweg oder Einweg handeln.

#### Alternativen zum Pfand auf Getränkeeinwegverpackungen
Es wird der Standpunkt vertreten, die Politik habe mit dem Pfand auf die meisten Einweggetränkeverpackungen einen vor Jahren funktionierenden Entsorgungspfad völlig unnötig aufgespalten. Alle Einwegverpackungen wurden bis zur Einführung des Einwegpfandes grundsätzlich über die Sammelgefäße von DSD entsorgt. Der Anteil von Getränkeeinweg in der Gelben Tonne betrug ca. 25 %. Einwegverpackungen speziell für Getränke werden jetzt über den Handel erfasst. Das Pfand bringt allenfalls in Sachen Sortenreinheit Vorteile; inzwischen belegt die Statistik, dass man auf diesem Weg Mehrweg nicht stabilisieren kann. Vor der Einführung des Pfandes zum 1. Januar 2003 war der Mehrweganteil (gewichtet, d. h. unter Berücksichtigung der Marktanteile der diversen Getränke) von 71,7 % (1991) auf 56,2 % (2002) gesunken. Nach einer kurzen Erholung sank der Mehrweganteil 2009 weiter auf 44,3 %. Diese Entwicklung auf dem Getränkemarkt weg von Mehrweg und hin zu Einweg wäre noch deutlicher ausgefallen, würden die Verbraucher auch Bier aus Kunststoffflaschen akzeptieren. Die Quote von etwas über 44 % wurde nur erreicht, weil die Mehrwegquote bei Bier 2009 auf 88,5 % gestiegen ist. Dieser Anstieg ist wahrscheinlich das Ergebnis der öffentlichen Kritik am Dosenbier. Bier in Dosen haben einige Hersteller aus dem Sortiment genommen.
Der Rat der Sachverständigen für Umweltfragen spricht sich seit Jahren gegen das Einwegpfand aus.
Es fällt auf, dass der Handel, der früher die Einführung des Einwegpfandes kritisiert hat, inzwischen auf die Forderung verzichtet, das Einwegpfand wieder aus der Verpackungsverordnung herauszunehmen. Für die Beibehaltung des Pfandes spricht sich auch eine Studie aus, die das Umweltbundesamt zur Evaluierung der Verpackungsverordnung in Auftrag gegeben hat. Begründet wird dies aber nicht damit, dass das Einwegpfand seine umweltpolitischen Ziele erreicht hat. Man gibt im Gegenteil zu, dass man in Kenntnis der Entwicklung der Mehrwegquote heute auf die Einführung der Pfandlösung verzichten würde. Als wesentliche Begründung werden die „Systemaustrittskosten“ genannt. Der Handel hat viel Geld in Getränkerücknahmeautomaten investiert; diese Investitionen müssten bei einem erneuten Systemwechsel abgeschrieben werden. Ökologisch führen die Verfasser zugunsten des Einwegpfands an, dass Mehrweg wenigstens auf dem Biersektor stabilisiert wurde.
Abfallexperten, die der Union nahestehen, vertreten die Ansicht, Einweggetränkeverpackungen gehörten wieder in die Gelbe Tonne. Für Einwegverpackungen gäbe es dann nur noch ein Erfassungssystem, die Gelbe Tonne oder künftig die einheitliche Wertstofftonne. Dadurch würden Mehrkosten getrennter Sammelsysteme für Einweg auf dem Getränkesektor und sonstige Einwegverpackungen entfallen.
Um Mehrweg weiter zu begünstigen, gibt es eine mit wenig Verwaltungsaufwand verbundene Möglichkeit: die Erhebung einer Einwegabgabe. Der zum Teil nachgewiesene ökologische Nachteil von Einweg wird so berücksichtigt. Nicht besteuerte Mehrwegsysteme würden unter Kostengesichtspunkten wieder interessanter. Umweltabgaben oder Lenkungsabgaben werden aber von der Wirtschaft überwiegend abgelehnt. Sie waren gegen den Widerstand der Wirtschaftspolitiker der meisten Parteien selten durchsetzbar. Die seit Jahrzehnten auch von Emotionen geprägte Diskussion über die Förderung ökologisch vorteilhafter Getränkeverpackungen, insbesondere von Mehrweg, muss auf der Grundlage objektiver Daten weitergeführt werden. Dazu werden vergleichende Ökobilanzen für Glasmehrweg, PET-Mehrweg, PET-Einweg und Getränkekartons benötigt, die auch den Energieaufwand für das Recycling berücksichtigen.
Der schlechte Ruf von Kunststoffverpackungen hängt unter anderem damit zusammen, dass noch in den 1990er Jahren häufig chlorhaltige Kunststoffe wie PVC verwendet wurden, denen teilweise gesundheitsschädliche Phthalate als Weichmacher zugesetzt werden. PET-Flaschen enthalten jedoch keine Weichmacher und können gut recycelt werden. Laut einer Studie der GVM Gesellschaft für Verpackungsmarktforschung wurden 2021 in Deutschland durchschnittlich 44,8 Prozent PET-Rezyklat für die Produktion von Getränkeflaschen eingesetzt. PET als Sekundärrohstoff wird auch nach China exportiert und als Polyester-Fasern in der dortigen Textilindustrie eingesetzt.

### Biokunststoffe
Mit der dritten Novelle der Verpackungsverordnung vom 27. Mai 2005 wurde eine Ausnahmeregelung für biologisch abbaubare Werkstoffe eingeführt. Im Regelwerk heißt es:
- § 16, Übergangsvorschriften (2) § 6 findet für Kunststoffverpackungen, die aus biologisch abbaubaren Werkstoffen hergestellt sind und deren sämtliche Bestandteile gemäß einer herstellerunabhängigen Zertifizierung nach anerkannten Prüfnormen kompostierbar sind, bis zum 31. Dezember 2012 keine Anwendung. Die Hersteller und Vertreiber haben sicherzustellen, dass ein möglichst hoher Anteil der Verpackungen einer Verwertung zugeführt wird.

Diese Regelung wurde in der fünften Novellierung der Verpackungsverordnung vom 2. April 2008, die am 1. April 2009 in Kraft trat, aufgegriffen und erweitert:
- § 16, Übergangsvorschriften (2) Die §§ 6 und 7 finden für Kunststoffverpackungen, die aus biologisch abbaubaren Werkstoffen hergestellt sind und deren sämtliche Bestandteile gemäß einer herstellerunabhängigen Zertifizierung nach anerkannten Prüfnormen kompostierbar sind, bis zum 31. Dezember 2012 keine Anwendung. Die Hersteller und Vertreiber haben sicherzustellen, dass ein möglichst hoher Anteil der Verpackungen einer Verwertung zugeführt wird. § 9 findet für Einweggetränkeverpackungen aus Kunststoff, die die in Satz 1 genannten Voraussetzungen erfüllen und zu mindestens 75 Prozent aus nachwachsenden Rohstoffen hergestellt sind, bis zum 31. Dezember 2012 keine Anwendung, soweit sich Hersteller und Vertreiber hierfür an einem oder mehreren Systemen nach § 6 Abs. 3 beteiligen. Die Erfüllung der in Satz 3 genannten Bedingung, wonach die Einweggetränkeverpackung zu mindestens 75 Prozent aus nachwachsenden Rohstoffen hergestellt werden muss, ist durch einen unabhängigen Sachverständigen im Sinne des Anhangs I Nr. 2 Abs. 4 nachzuweisen. Im Übrigen bleibt § 9 unberührt. Im Fall des Satzes 3 und soweit Einweggetränkeverpackungen aus biologisch abbaubaren Kunststoffen nach Satz 1 nach § 9 Abs. 2 keiner Pfandpflicht unterliegen, haben sich Hersteller und Vertreiber abweichend von Satz 1 hierfür an einem System nach § 6 Abs. 3 zu beteiligen, soweit es sich um Verpackungen handelt, die bei privaten Endverbraucher anfallen.[7]

Mit dieser Ausnahmeregelung und dem daraus resultierenden Wettbewerbsvorteil durch die Befreiung von den Lizenzgebühren für das Duale System sowie der Rücknahmepflicht der Verpackungen bzw. des Pfands auf Einweggetränkebehälter bis zum Jahr 2012 sollte die Entwicklung des Marktes für bio-basierte Kunststoffe und biologisch abbaubare Werkstoffe angekurbelt werden.

## Verwertungsquoten
Selbstentsorger und duale Systeme müssen einen bestimmten Anteil der von ihnen in Verkehr gebrachten (Selbstentsorger) bzw. bei ihnen lizenzierten Verpackungen (duale Systeme) verwerten. Die Verwertungsquoten sind für duale Systeme und Selbstentsorger gleich hoch und richten sich nach dem Material:
- Glas: 75 %
- Weißblech: 70 %
- Aluminium: 60 %
- Papier, Pappe, Karton: 70 %
- Verbundverpackungen: 60 %

Kunststoffverpackungen müssen zu 60 % verwertet werden; allerdings müssen 36 % aller in Verkehr gebrachten Verpackungen stofflich verwertet werden. Die restlichen 24 % können anderweitig (z. B. energetisch oder rohstofflich) verwertet werden.
Nach der letzten Novelle vom Dezember 2005 müssen seit 2009 von allen Verpackungsabfällen mindestens 65 % verwertet und mindestens 55 % stofflich verwertet werden.
Mindestzielvorgaben seit 2009:
- Glas, Papier, Karton: 60 %
- Metalle: 50 %
- Kunststoffe: 22,5 %
- Holz: 15 %

Die Mindestzielvorgaben werden für alle Materialien in der Bundesrepublik Deutschland bereits seit 2005 erfüllt; die Gesamtverwertungsquote betrug 2002 für Verpackungen bereits 77,9 %.
In der Praxis beteiligen sich die meisten Hersteller an einem dualen System. Derzeit existieren neun bundesweit festgestellte duale Systeme, nämlich das der DSD GmbH („Grüner Punkt“), Interseroh, Landbell, BellandVision, EKO-Punkt, Vfw, Zentek, Veolia Umweltservice Dual GmbH und Redual.

## Probleme

### „Trittbrettfahrer“
In den ersten Jahren versuchten einige Hersteller, bei DSD möglichst keine oder nur wenige Verpackungen anzumelden. So sparten sie die Lizenzgebühr für den Grünen Punkt. Das Problem der Trittbrettfahrer bekam man in den 1990er Jahren mit Hilfe des Handels in den Griff. Große Handelsketten listeten Produkte aus, für deren Verpackung keine Lizenzgebühr bezahlt wurde.
Heute gibt es erneut sehr viele Trittbrettfahrer, etwa 30 Prozent. Der Grund ist, dass das Bundeskartellamt und die EU mehr Wettbewerb im System erzwungen haben. DSD muss jetzt mit seinen Sammelgefäßen auch Verpackungen anderer dualer Systeme sammeln. Es ist Selbstentsorgung eines bestimmten Herstellers zugelassen, weiter können Branchen eigene Systeme entwickeln. Der von der FDP auch politisch gewollte Wettbewerb geht inzwischen so weit, dass man die verschiedenen Entsorgungspfade, die Wertstoffströme, nicht mehr überwachen kann. Damit sind die obersten Abfallbehörden der Länder überfordert. Die gesetzestreuen Hersteller von Verpackungen finanzieren die Entsorgung der Verpackungen von Trittbrettfahrern mit.
Außerdem haben die dualen Systeme, die über die Gelbe Tonne sammeln, das Problem, dass dort viele Fehlwürfe landen. Es handelt sich um Nichtverpackungen. Zahnbürsten, Kleiderbügel, Bratpfannen, Kinderspielzeug usw., sogenannte „intelligente Fehlwürfe“. Sie haben rechtlich gesehen in den Sammelsystemen von DSD nichts zu suchen. Technisch gesehen können diese Gegenstände ohne Probleme mit den Verpackungen entsorgt oder verwertet werden. Bei den „dummen Fehlwürfen“ handelt es sich um nicht verwertbaren Abfall, der in die Restmülltonne gehört. Einschließlich aller Fehlwürfe werden in der Gelben Tonne zurzeit pro Einwohner 27,7 kg pro Jahr gesammelt,
Das Problem mit den intelligenten Fehlwürfen will das neue Kreislaufwirtschaftsgesetz 2012 über die „einheitliche Wertstofftonne“ lösen (Rechtsgrundlagen: § 10 Abs. 1 Nr. 3, § 25 Abs. 3 Nr. 2 KrWG 2012). Man rechnet mit einer Steigerung des durchschnittlichen Aufkommens pro Einwohner auf 34,7 kg/ Jahr. Die Einführung einer Wertstofftonne – wahrscheinlich durch ein Wertstoffgesetz –, bei der es nur noch darauf ankommt, ob Wertstoffe in die Sammelgefäße von DSD passen und gemeinsam verwertet werden können, scheitert zurzeit am Streit zwischen Kommunen und privater Entsorgungswirtschaft über die Verantwortung für den Inhalt dieser Tonne. Die einen, vor allem die kommunalen Entsorger, fordern mehr oder weniger offen die Rekommunalisierung der Entsorgung der Wertstoffe im Hausmüll, zumindest aber das Recht, diese Abfall- und Wertstofferfassung zu organisieren. Die zuletzt genannte Forderung unterstützt auch der Berichterstatter der SPD-Bundestagsfraktion für das Abfallrecht, Gerd Bollmann. Problematisch daran ist nach Überzeugung von Experten der Regierungskoalition: Es würde der Grundsatz „Wer zahlt, gibt an“ verletzt. Die Privaten verweisen auf die Erfolge der Privatisierung der Wertstoffentsorgung seit Erlass der Verpackungsverordnung und der Umsetzung der Produktverantwortung nach dem Abfallrecht von 1996, §§ 22 ff.
Der Bundesverband der Entsorgungswirtschaft BDE spricht sich in Kenntnis der derzeitigen Mehrheit von SPD und Grünen im Bundesrat ganz vorsichtig für „mehr Verantwortung für das private Recycling“ aus. Gegen eine Rekommunalisierung wird – auch vom Bundesumweltministerium – angeführt: Sobald die Hersteller von der Pflicht, ihre Produkte selbst zu entsorgen oder die Entsorgung zu finanzieren, befreit sind, verlieren sie ihr Interesse an einem verwertungsfreundlichen Produktdesign. Es ist kein Zufall, dass der Aufbau einer leistungsfähigen Kreislaufwirtschaft mit dem Erlass der Verpackungsverordnung 1991 begann, also einer Privatisierung durch Einführung der ersten Rücknahmeverpflichtung der Wirtschaft. Nach dem Bundesamt für Statistik ist das gesamte Abfallaufkommen von 406,7 Mio. Tonnen im Jahr 2000 auf 332,6 Mio. Tonnen im Jahr 2010 gesunken. Betrachtet man die Verwertungsquoten der Hauptabfallströme, so liegen diese nach dem Statistischen Bundesamt seit 2005 bei allen Kategorien von Abfällen über 60 %, bei Bauschutt seit 2000 knapp unter 90 %. Bei den in der Öffentlichkeit viel diskutierten Siedlungsabfällen werden seit 2007 die 70 % überschritten, bei den mengenmäßig bedeutsameren Abfällen aus Produktion und Gewerbe sind es inzwischen über 80 %.
Mit den Problemen beim Vollzug der Verpackungsverordnung, den Trittbrettfahrern (sog. Unterlizenzierung), auch dem Streit, wer künftig für die nach dem KrWiG jetzt mögliche „einheitliche Wertstofftonne“ verantwortlich sein soll, befassen sich mehrere Studien, die das Umweltbundesamt in Absprache mit dem Bundesumweltministerium in Auftrag gegeben hat.
Die Einführung der „einheitlichen Wertstofftonne“ – eventuell durch ein Wertstoffgesetz, das die Verpackungsverordnung dann weitgehend ablösen würde – scheitert zurzeit an den unterschiedlichen Mehrheitsverhältnissen in Bundestag und Bundesrat. Die Regierungskoalition möchte die Produktverantwortung auf keinen Fall durch eine Kommunalisierung einschränken, SPD und Grüne neigen dazu, den Forderungen der Kommunen nach einer „Systemführerschaft“ Rechnung zu tragen.

### Erfüllung der Verwertungsquoten
Zweites Problem bei Inkrafttreten der VerpV war, dass zunächst – vor allem für Kunststoff – zu wenige Verwertungsanlagen zur Verfügung standen. Die Verwertung einer Tonne Kunststoff kostete damals bis zu 3000 DM. Da lag es für den weniger soliden Teil der Entsorgungswirtschaft nahe, die hohen Vergütungen zu kassieren und den Kunststoffmüll billig in einer Deponie in den neuen Bundesländern oder gar in China zu entsorgen. Inzwischen werden die Entsorgungsströme kontrolliert; duale Systeme müssen den Ländern Verwertungsquoten nachweisen. Die vielen Trittbrettfahrer beweisen jedoch, dass die Kontrollen immer noch Lücken aufweisen.
Um das Jahr 2000 machten Grüne und SPD den Vorschlag, schwer verwertbare Verpackungen mit einem roten Punkt zu kennzeichnen. Diese sollten wieder in die kommunale Restmülltonne geworfen werden. Man wollte mit der deutlichen Kennzeichnung als „ökologisch schlecht“ die Produzenten dieser Verpackungen unter Druck setzen. Wirtschaftlich gesehen spricht alles dafür, gerade die Hersteller ökologisch problematischer Verpackungen im System (siehe Kreislaufwirtschaftsgesetz, sog. 3. Entsorgungsschiene) zu lassen. Würden ihre Verpackungen wieder im Restmüll landen, würden ausgerechnet diese Produzenten von den Entsorgungskosten befreit. DSD hat schon lange sichergestellt, dass überdurchschnittlich hohe Entsorgungskosten den dafür verantwortlichen Verursachern, nämlich den Herstellern schwer oder gar nicht verwertbarer Verpackungen, zugeordnet werden (siehe das differenzierte System der Lizenzgebühren bei DSD).
Die Erfahrungen beim Vollzug der Verpackungsverordnung konnten beim Erlass weiterer Rücknahmeverpflichtungen berücksichtigt werden. Insoweit hatten die anfänglich hohen Systemkosten einen Nutzen beim Ausbau der umfassenderen Kreislaufwirtschaft.